# USS Enterprise NCC-1701J
De USS Enterprise NCC-1701 J is een fictief ruimteschip dat voor het eerst te zien was in de televisieserie Star Trek: Enterprise. Captain Jonathan Archer wordt in deze aflevering door ex-bemanningslid Daniëls naar de NCC-1701 J gehaald, ongeveer in het jaar 2550. Op dit schip dienen de Xindi, alhoewel die niet te zien zijn. Daniëls, die een mens uit de toekomst blijkt te zijn (zie: Cold Front), moet Archer zien over te halen de Xindi, die in Archers tijd de aarde bedreigen, niet te vernietigen, maar vrede met ze te sluiten.